# Žlan
Žlan je naselje v Občini Bohinj.